# 1926年ノルディックスキー世界選手権
1926年ノルディックスキー世界選手権大会は1926年2月4日から2月6日までの3日間、フィンランドのラハティで開催されたノルディックスキーの世界選手権。ラハティスキーゲームズを兼ねている。計4種目（クロスカントリースキー2種目、ノルディック複合1種目、スキージャンプ1種目）が行われた。

## 競技結果

### クロスカントリースキー

#### 男子18km
1926年2月4日
前回大会で実施された18kmは今大会では30kmに置き換えられた。30km種目が再登場するのは1954年の大会である。
21選手がエントリーし15選手が完走した。
- ラハティ市博物館アーカイブス：男子30km

| 順位 | 国・地域     | 氏名                       | 記録          |
| ---- | ------------ | -------------------------- | ------------- |
| 金   | フィンランド | マッティ・ライヴィオ       | 2時間20分55秒 |
| 銀   | フィンランド | タウノ・ラッパライネン     | 2時間27分13秒 |
| 銅   | フィンランド | ヴェリ・サーリネン         | 2時間27分34秒 |
| 4    | スウェーデン | グスタフ・ヨンソン         | 2時間28分27秒 |
| 5    | スウェーデン | スヴェン・オーストローム   | 2時間31分27秒 |
| 6    | フィンランド | マルッティ・ラッパライネン | 2時間34分54秒 |
| 7    | ノルウェー   | オーラヴ・キールボート     | 2時間35分55秒 |
| 8    | フィンランド | ユホ・クッラ               | 2時間36分51秒 |
| 9    | フィンランド | マッティ・リトラ           | 2時間37分06秒 |
| 10   | ノルウェー   | オーレ・ヘッジ             | 2時間37分14秒 |

#### 男子50km
1926年2月6日
本大会は期間中－30℃の低温と荒天に見舞われた。50kmでは顔にマスクを着けて走る参加者もいた。19人がエントリーし14人が完走した。
- ラハティ市博物館アーカイブス：男子50km

| 順位 | 国・地域     | 氏名                   | 記録          |
| ---- | ------------ | ---------------------- | ------------- |
| 金   | フィンランド | マッティ・ライヴィオ   | 4時間18分18秒 |
| 銀   | フィンランド | タウノ・ラッパライネン | 4時間26分45秒 |
| 銅   | ノルウェー   | オーラヴ・キールボート | 4時間26分47秒 |
| 4    | ノルウェー   | オーレ・ヘッジ         | 4時間27分50秒 |
| 5    | スウェーデン | グスタフ・ヨンソン     | 4時間29分55秒 |
| 6    | フィンランド | タパニ・ニク           | 4時間30分06秒 |
| 7    | フィンランド | エリッキ・カマライネン | 4時間30分54秒 |
| 9    | フィンランド | ヴェリ・サーリネン     | 4時間44分14秒 |
| 10   | フィンランド | アッサー・アウティオ   | 4時間45分15秒 |

### ノルディック複合

#### 個人 （K70/18km）
1926年2月4日
優勝したグロットムスブローテンはクロスカントリースキーで2位のハウグに3分以上の大差をつけた。ヤコブ・チューリン・タムスはジャンプで最長不倒となる39.5mを飛んだが総合11位だった。
- ラハティ市博物館アーカイブス：ノルディック複合

| 順位 | 国・地域     | 氏名                           | 記録   |
| ---- | ------------ | ------------------------------ | ------ |
| 金   | ノルウェー   | ヨハン・グロットムスブローテン | 37.125 |
| 銀   | ノルウェー   | トルライフ・ハウグ             | 34.415 |
| 銅   | ノルウェー   | アイナル・ランヴィーク         | 33.127 |
| 4    | ノルウェー   | オットー・アーセン             | 32.827 |
| 5    | フィンランド | トイヴォ・ニュカネン           | 31.583 |
| 6    | フィンランド | エスコ・ヤルヴィネン           | 31.519 |
| 7    | スウェーデン | ヴェルナール・ペテルソン       | 28.813 |
| 8    | フィンランド | ウーノ・スオマライネン         | 27.559 |
| 9    | ノルウェー   | アスビョルン・エルステン       | 27.310 |
| 10   | フィンランド | トイヴォ・ヤルヴィネン         | 26.875 |

### スキージャンプ

#### 個人
1926年2月4日
- ラハティ市博物館アーカイブス：スキージャンプ

| 順位 | 国・地域     | 選手                           | 1本目 | 1本目  | 2本目 | 2本目  | 得点    |
| 順位 | 国・地域     | 選手                           | 得点  | 飛距離 | 得点  | 飛距離 | 得点    |
| ---- | ------------ | ------------------------------ | ----- | ------ | ----- | ------ | ------- |
| 金   | ノルウェー   | ヤコブ・チューリン・タムス     | ---   | 37.0m  | ---   | 38.5m  | 113.880 |
| 銀   | ノルウェー   | オットー・アーセン             | ---   | 37.5m  | ---   | 37.0m  | 113.135 |
| 銅   | ノルウェー   | ゲオルク・エスターホルト       | ---   | 34.5m  | ---   | 35.0m  | 108.385 |
| 4    | ノルウェー   | ヨハン・グロットムスブローテン | ---   | 36.0m  | ---   | 34.0m  | 106.020 |
| 5    | フィンランド | ユリエ・キヴィヴィルタ         | ---   | 33.5m  | ---   | 33.5m  | 103.500 |
| 6    | ノルウェー   | ラーシュ・ホグヴォルト         | ---   | 32.5m  | ---   | 34.5m  | 101.500 |
| 7    | フィンランド | トイヴォ・レインゴルド         | ---   | 33.0m  | ---   | 34.0m  | 101.270 |
| 8    | フィンランド | スロ・ヤースケライネン         | ---   | 32.0m  | ---   | 34.5m  | 101.135 |
| 9    | フィンランド | A.エコレフ                     | ---   | 31.0m  | ---   | 32.0m  | 99.770  |
| 10   | フィンランド | ハラルド・ホルム               | ---   | 32.0m  | ---   | 32.5m  | 99.635  |

## 国別獲得メダル数
| 順 | 国・地域     | 金 | 銀 | 銅 | 計 |
| -- | ------------ | -- | -- | -- | -- |
| 1  | ノルウェー   | 2  | 2  | 3  | 7  |
| 2  | フィンランド | 2  | 2  | 1  | 5  |

## ラハティスキーゲームズ
本大会では世界選手権の種目以外にもラハティスキーゲームズの種目として以下のような種目が行われた。
- 男子10km35歳以上 2月6日
- 女子5km 2月6日
- ジュニア25km 2月7日